# Sciadotenia nitida
Sciadotenia nitida là một loài thực vật có hoa trong họ Biển bức cát. Loài này được (L. Riley) Krukoff & Barneby miêu tả khoa học đầu tiên năm 1971.